# Astrit Hafizi
Astrit Hafizi (Scutari, 15 settembre 1953) è un allenatore di calcio, ex calciatore e opinionista albanese.

## Palmarès

### Giocatore

#### Competizioni nazionali
- Campionato albanese: 3

Dinamo Tirana: 1975-1976
Vllaznia: 1977-1978, 1982-1983
- Coppa d'Albania: 1

Vllaznia: 1978-1979

### Allenatore

#### Competizioni nazionali
- Campionato albanese: 1

Vllaznia: 1991-1992
- Supercoppa d'Albania: 1

KF Tirana: 2007